# 足底疣贅
足底疣贅（そくていゆうぜい）とは、ヒトパピローマウイルス（HPV）感染によって足底にできたイボである。足底疣贅の色は通常、肌と同様の色をしている。小さい黒い点が皮膚の表面にできることもある。 1箇所に1つ以上できることもある。圧力を加えると痛みを伴うことがあるため、歩行が困難になる場合もある。
足底疣贅はウイルス性疣贅のうち尋常性疣贅に分類される（原因ウイルスはHPV2a/27/57）。これに対して特殊型に分類される足底に生じる疣贅にミルメシア（原因ウイルスはHPV1a）や点状疣贅（原因ウイルスはHPV63）などがある。

## 原因
足底疣贅はヒトパピローマウイルスによるものである。皮膚の傷や割れ目から感染する。感染のリスク要因には共同シャワーの使用、以前に感染したことがある、免疫不全があげられる。

## 診断
診断は一般的に症状に基づいた診察による。

## 治療
治療が必要な症状がある場合のみ治療される。治療にはサリチル酸、凍結治療、外科的治療方法がある。一般的に病変上の皮膚は削除してから治療される。およそ約3分の1から、3分の2の人では治療をしなくても自然に治るが、何年もかかることがある。

## 画像

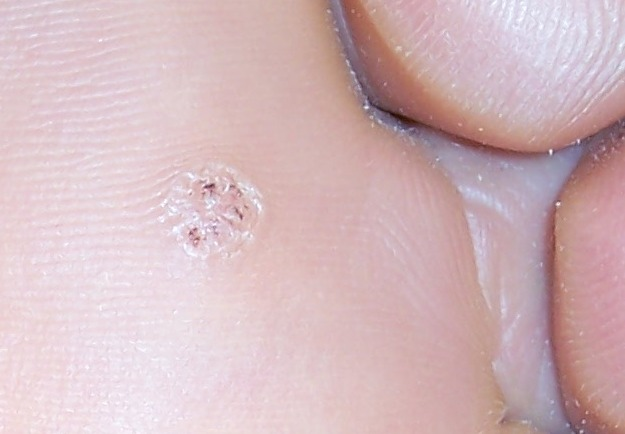
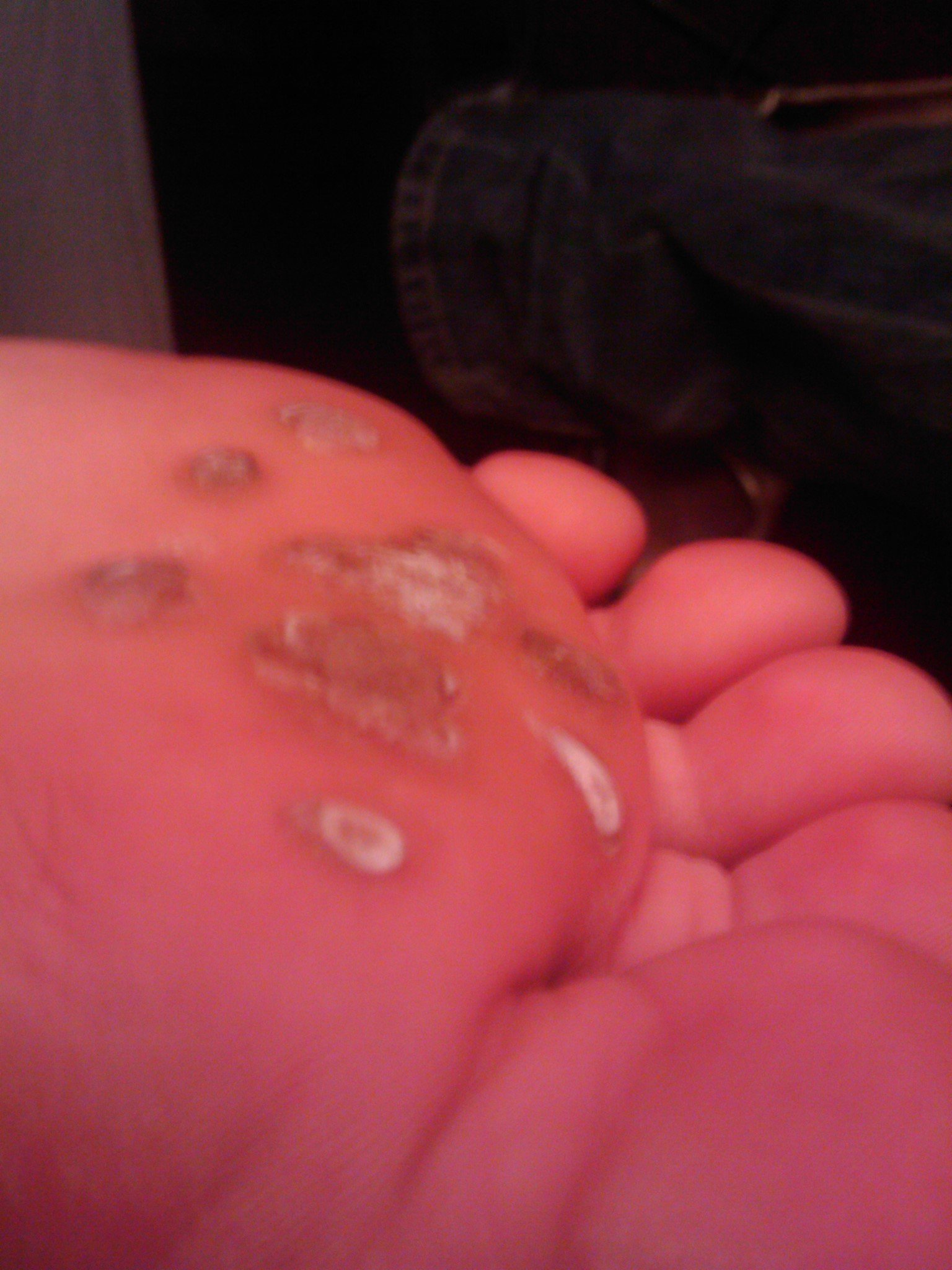
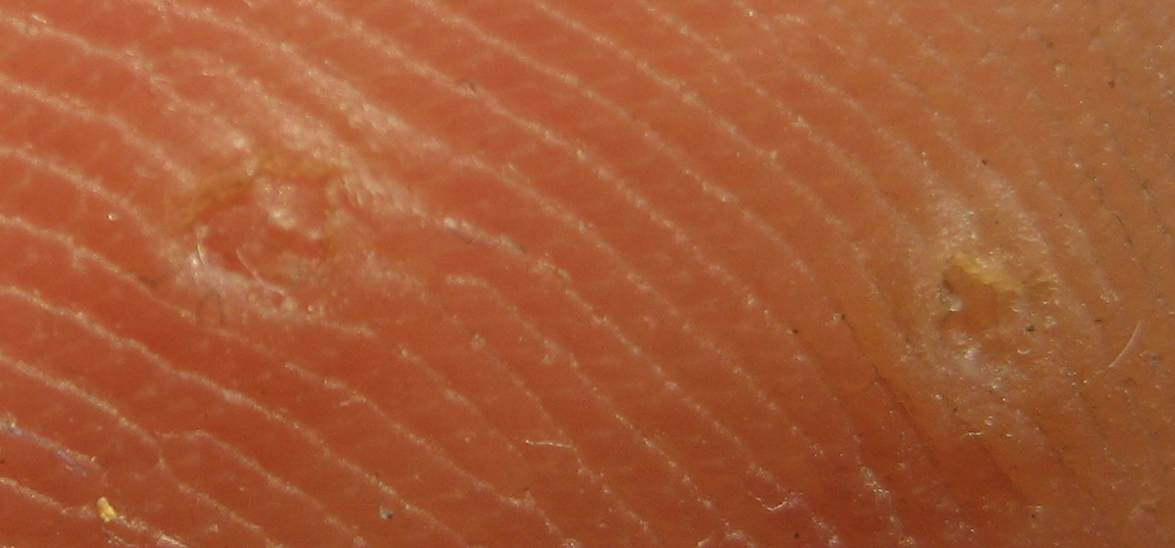